# Kungliga Svenska Segelsällskapet

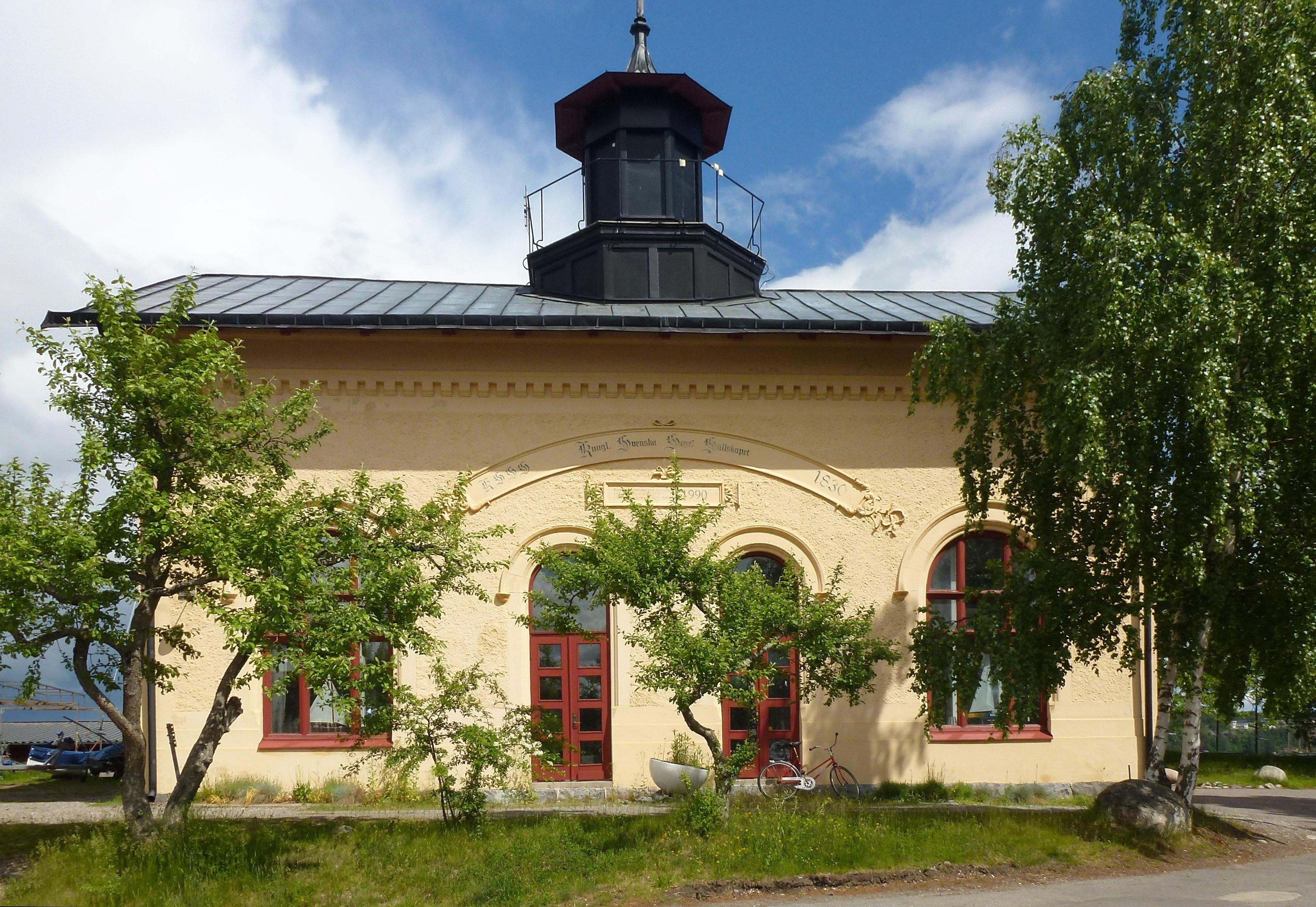
Das Clubhaus des KSSS in Saltsjöbaden

Kungliga Svenska Segelsällskapet KSSS (deutsch Königlich Schwedische Segelgesellschaft) ist der älteste und größte Yacht-Club in Schweden. Mit seinem Gründungsdatum 15. Mai 1830 gehört der Club zu den fünf ältesten Yacht-Clubs der Welt und ist auch der älteste Yacht-Club in Kontinental-Europa.

## Aktivitäten und Geschichte
Der Club ist aktiv im Bereich Regatta-Segeln, Segel-Training, Segel-Ausbildung, Flotten-Segeln, und Match-Racing und anderen Geselligkeits-Aktivitäten. Der KSSS hat seine eigenen Yacht-Häfen in Saltsjöbaden (Stockholm) und Sandhamn.
Am 12. September 1833 startete die erste Regatta organisiert von Kungliga Svenska Segelsällskapet und die erste Regatta mit einem Pokal als Gewinn fand 1854 statt. Die KSSS veranstaltet jedes Jahr die Segelregatta Gotland Runt, ein Rennen rund um die Insel Gotland mit Start in Stockholm und Ziel in Sandhamn und die Sandhamnsregattan (deutsch Sandhams Regatta) auf der Insel Sandön im Stockholmer Schärengarten.
Kungliga Svenska Segelsällskapet war Challenger of Record im 34. America’s Cup 2013 mit dem Team Artemis Racing um Torbjörn Törnqvist und Paul Cayard. Artemis Racing nahm auch vier Jahre später mit dem Boot Mighty Blue an dem 35. America’s Cup 2017 teil, der im Großen Sund der Bermuda-Inseln ausgetragen wurde. Als letztes europäisches Team unterlag Artemis nach hervorragend gesegelten Wettfahrten im Finale der Herausforderer (Challenger Playoffs) dem Emirates Team New Zealand 2:5 und schied aus.
Die Mitglieder des KSSS haben bei Olympischen Spielen zahlreiche Medaillen gewonnen. Dazu zählen unter anderem:
- Olle Åkerlund (1911–1978) (Gold 1932, 6-Meter-Klasse)
- Åke Bergqvist (1900–1975) (Gold 1932, 6-Meter-Klasse)
- Martin Hindorff (1897–1969) (Gold 1932, Bronze 1936, Bronze 1948, 6-Meter-Klasse)
- Tore Holm (1896–1977) (Gold 1920, Gold 1932, Bronze 1936, Bronze 1948, 40-m²-Klasse, 6mR und 8mR)
- Arvid Laurin (1901–1998) (Silber 1936, Starboot)
- Jörgen Sundelin (Gold 1968, 5,5-Meter-Klasse)
- Peter Sundelin (Gold 1968, 5,5-Meter-Klasse)
- Ulf Sundelin (Gold 1968, 5,5-Meter-Klasse)
- Uno Wallentin (1905–1954) (Silber 1936, Starboot)